# Nikki Boyer

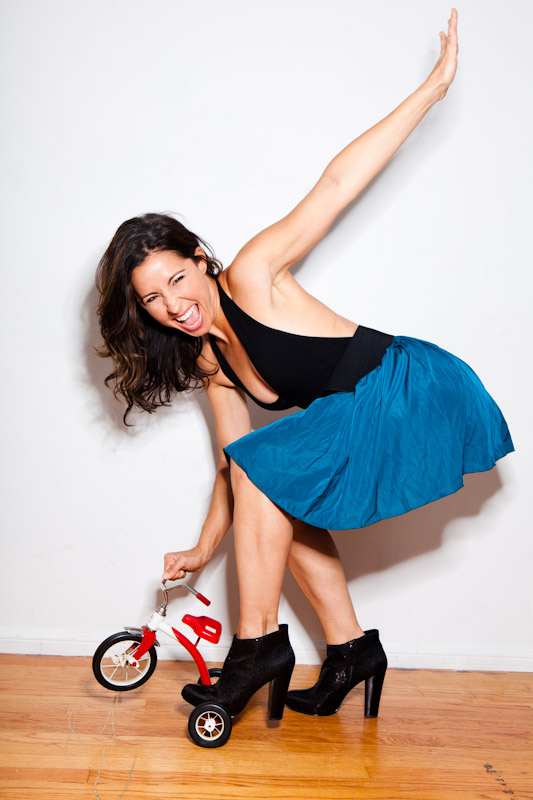
Nikki Boyer (2011)

Nikki Boyer (* 22. Juli 1975 in St. Louis, Missouri) ist eine US-amerikanische Schauspielerin und Singer-Songwriterin.

## Leben und Karriere
Nikki zog 1998 nach Los Angeles und schloss sich dort der Band The Spirit Theory an, die bisher drei Alben veröffentlichte.
Boyer gab ihr Schauspieldebüt in dem Fernsehfilm A Vow to Cherish im Jahr 1999 als Cindy. In der Fernsehserie The Jersey spielte sie die Rolle der Debbie Pomerantz in drei Folgen. In Immer wieder Jim spielte sie in einer Nebenrolle neben James Belushi und Larry Joe Campbell. In The L Word – Wenn Frauen Frauen lieben war sie als Studentin zu sehen. Ihre ersten Hauptrolle erhielt sie in der Komödie Coyote County Loser im Jahr 2009. In den Fernsehserien Lie to Me und 90210 war sie für je eine Folge als Reporterin zu sehen. Seit 2012 ist sie in der Comedyserie Sketchy zu sehen.
Nikki Boyer heiratete am 27. Mai 2001 den Schauspieler David Denman. Die Ehe wurde im Jahr 2010 wieder geschieden.

## Filmografie (Auswahl)
- 1999: A Vow to Cherish (Fernsehfilm)
- 2002: The Jersey (Fernsehserie, drei Folgen)
- 2006: Malcolm mittendrin (Malcolm in the Middle, Fernsehserie, Folge 7x21 Der Anti-Ball)
- 2007: Immer wieder Jim (According Jim, Fernsehserie, Folge 6x02 The Flannelsexual)
- 2007: The L Word – Wenn Frauen Frauen lieben (The L Word, Fernsehserie, Folge 4x02 Livin' La Vida Loca)
- 2009: Coyote County Loser
- 2009: Jesus People: The Movie
- 2009: Lie to Me (Fernsehserie, Folge 1x12 Geblendet)
- 2012: 90210 (Fernsehserie, Folge 4x16 No Good Deed)
- 2012: Slap Therapy (Kurzfilm)
- 2012–2013: Sketchy (Fernsehserie, sechs Folgen)
- 2013: Sex and Love Conspire to Destroy the World! (Fernsehserie, sechs Folgen)
- 2018: Angie Tribeca (Fernsehserie, Folge 4x07 Behind the Scandalabrat)
- 2020: Fame-ish
- 2025: Dying for Sex (Miniserie, Folge 1x05 My Pet)